# الطقم الثالث

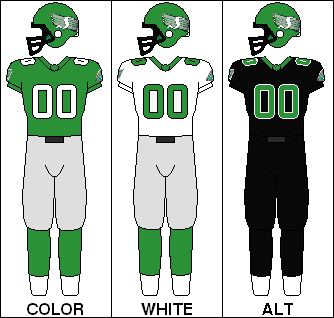
الزي الأسود البديل لعام 2003 لساسكاتشوان رافريدرز من الدوري الكندي لكرة القدم

الطقم الثالث أو القميص البديل أو السترة الثالثة أو الزي البديل هو القميص أو الزي الرسمي الذي يرتديه الفريق الرياضي في الألعاب بدلاً من الزي الأساسي أو الزي الخارجي، غالبًا عندما تكون ألوان زي الفريقين المتنافسين متشابهة. كما تعد القمصان البديلة وسيلة مربحة للمنظمات الرياضية المحترفة لتوليد الإيرادات من خلال المبيعات للجماهير. من الدوريات الرياضية في أمريكا الشمالية، يحصل اتحاد كرة القدم الأميركي على 1.2 مليار دولار سنويًا من مبيعات الطقم الثالث، مع بيع الدوري الأمريكي للمحترفين الثاني 900 مليون دولار سنويًا. استخدام آخر للزي البديل هو تحديد الأسباب، مثل يرتدي سنترال كوست مارينرز مجموعة وردية بديلة في يوم الشريط الوردي.
لا تُستخدم الزيات البديلة الإضافية أو المجموعات الرابعة/الخامسة بشكل شائع، ولكنها مطلوبة في بعض الأحيان عندما يتسبب الزي الرسمي الآخر للفرق في اشتباكات ملونة، أو عندما يكون الزي غير متاح للاستخدام. في الحالات التي ترتدي فيها الفرق أكثر من ثلاث مجموعات في الموسم نفسه، عادة ما يتم إعادة تدوير المجموعات الإضافية من المواسم السابقة.
يتم استخدام الفانيلة أو الزي الرسمي الثالث في كل البطولات الرياضية الاحترافية الرئيسية الأربعة في الدوريات الرياضية بالولايات المتحدة.
الطقم الثالث شائع في كرة القدم الأوروبية الاحترافية وفي بعض أندية اتحاد الرجبي الأوروبية. تعد القمصان البديلة شائعة في أكبر دوريين محليين في أستراليا، وهما الدوري الأسترالي لكرة القدم (كرة القدم الاسترالي) ودوري الرجبي الوطني (دوري الرغبي).

## خلفية
يفرض دوري الهوكي الوطني (والدوري الأمريكي لكرة السلة للمحترفين سابقًا) قاعدة اللون/الأبيض بشكل صارم؛ يجب على أي فريق في دوري الهوكي يسعى إلى ارتداء الأبيض في المنزل (في ملعبه) الحصول على إذن صريح من مكتب الدوري للقيام بذلك. في لعبة الهوكي الصغيرة في الدوري يتم وضع القواعد في كل من دوري الهوكي الأمريكي ودوري إيست كوست هوكي (ECHL) حيث يرتدي الفريق قمصان بيضاء في المنزل (في ملعبه) خلال نصف الموسم، ثم يرتدي القميص الملون خلال النصف الآخر في المنزل، والعكس بالعكس. في الدوري الوطني لكرة القدم الأمريكية تنص القواعد على أن الفريق المضيف لديه الخيار الأول للون، حيث يضطر الفريق الزائر إلى اختيار لون متباين؛ حيث تم تنسيق الخيارات الموحدة من قبل الدوري نفسه.
بدءًا من عقدهم الموحد مع نايكي الذي يبدأ بموسم 2017-2018، ألغى الدوري الأمريكي لكرة السلة للمحترفين قاعدة اللون/الأبيض. بدلاً من ذلك، سيحدد كل فريق ما إذا كان زيهم الأبيض، الذي يطلق عليه الآن «أسوسيشن إيديشن»، أو زيهم الملون، المسمى «إيكون إيديشن»، سيكون الزي المنزلي، بينما يصبح الآخر الزي الرسمي المخصص لهم.
بالنسبة للطقم الأساسي والاحتياطي في أمريكا الشمالية، غالبًا ما تملي الاتفاقية التاريخية الألوان التي تستخدمها الفرق في دوري معين. بشكل عام، تحتوي الفرق على قميص واحد بشكل أساسي بلون الفريق، وقميص آخر باللون الأبيض في المقام الأول (أو لون فاتح آخر) وله لون الفريق. أبيض في المنزل (في ملعب الفريق أو مدينته) "White at home" هو الاصطياد في البيسبول (دوري كرة القاعدة الرئيسي)، وكرة السلة (إن بي أي، وإن سي أي أي لكرة السلة، والاتحاد الوطني لكرة السلة النسائية)، وهوكي الجليد دوري المحترفين الثانوي، وهوكي الكلية. أبيض أثناء الابتعاد (في ملعب الخصم أو مدينته) "White while away" هو مؤتمر كرة القدم (الدوري الوطني لكرة القدم الأمريكية وكرة القدم الأمريكية الجامعية)، وهوكي دوري المحترفين (دوري الهوكي الوطني)، ولاكروس. واتحاد كرة القدم (الدوري الأمريكي لكرة القدم) ليس لديه اصطلاح «أبيض في المنزل» أو «أبيض أثناء الابتعاد».

## كرة القدم الأمريكية

### الرابطة الوطنية لكرة القدم
كان الدوري الوطني لكرة القدم الأمريكية هو آخر الدوريات الرياضية المحترفة الرئيسية التي تبنت قاعدة الطقم الثالث في عام 2002، مع الاستثناء الوحيد هو موسم 1994، عندما أصدرت الفرق زيًا ارتجاعيًا تكريماً للذكرى الخامسة والسبعين للدوري. في البداية ذكرت قاعدة اتحاد كرة القدم الأميركي أن الفريق قد يرتدي قميصه الثالث مرة واحدة فقط في السنة، ومع ذلك، بعد عام واحد تم زيادة هذا التقييد إلى مرتين في السنة. تجاوزت بعض الفرق الحد؛ كان عام 2017 بالتيمور رافنز مثالًا، حيث ارتدوا زيهم الأسود بالكامل مرتين ذلك الموسم، والقميص الأسود الأقل تكرارًا على السراويل البيضاء مرة واحدة. لا توجد حاليًا قواعد بشأن ارتداء السراويل البديلة. يُسمح للفرق بارتداء قمصان بديلة مرة واحدة فقط في مباريات التصفيات (باستثناء السوبر بول، حيث يجب على الفرق ارتداء الزي الموحد)؛ كان الفريق الوحيد الذي قام بذلك (عدا عام 1994) هو سان دييجو شارجر 2008. في الماضي، سمحت القواعد للفرق بارتداء القميص الثالث مرتين في الموسم العادي ومرة واحدة في الموسم قبل 2010. في عام 2011 لم يعد يُسمح للفرق بارتداء القميص الثالث في الموسم. ومع ذلك، كانت هناك بعض الاستثناءات منذ عام 2011.

### كرة قدم الكليات
على الرغم من أن الزي الرسمي أقل تنظيماً على المستوى الجامعي مقارنةً بالدوري الوطني لكرة القدم الأمريكية، إلا أن الزي الرسمي البديل -وحتى عمليات إعادة التصميم المنتظمة- أقل شيوعًا بشكل عام نظرًا لتاريخ وتقاليد العديد من الفرق المحيطة بلون طقم محدد أو مزيج موحد.
كان (أولي مس) أحد أقدم البرامج لاستخدام قميصين مختلفين، يرتديان ألوان المدرسة باللون الأزرق الداكن والأحمر اعتمادًا على اللعبة.
في الآونة الأخيرة، بدأت العديد من الفرق في تجربة الزي الرسمي والخوذات البديلة، خاصة الفرق التي يتم توفير زيها الرسمي من قبل شركة نايكي. منذ أواخر العقد الأول من القرن الحادي والعشرين، زودت نايك جامعة أوريغون بأنظمة موحدة تتكون من ما يصل إلى أربعة خيارات ألوان للقميص والسراويل والخوذات والجوارب والمكونات الأخرى، مما يسمح للفريق باختيار تركيبة جديدة لكل لعبة تقريبًا.
واحدة من أشهر الفانيلة الثالثة هي جامعة نوتردام. يرتدي الفريق إما اللون الأبيض أو الأزرق الداكن لمعظم المباريات، ولكن في بعض الأحيان يتم اختيار قمصان كيلي خضراء خاصة بأرقام ذهبية، مؤثرة لمسابقة كبرى.

## اتحاد كرة القدم
كان الطقم الثالث موجودا في كرة القدم الإنجليزية في ثلاثينات القرن العشرين. حتى 1989-1990، نصت قواعد مسابقة كأس الاتحاد الإنجليزي: «عندما تتشابه ألوان الناديين المتنافسين، يجب تغيير زي الناديين ما لم يتم الاتفاق على ترتيبات بديلة بشكل متبادل من قبل الأندية المتنافسة». كانت مجموعات الفريق الضيف متشابهة في كثير من الأحيان أيضًا، لذلك تم ارتداء الطقم الثالث في نهائي كأس الاتحاد الإنجليزي عام 1948 من قبل مانشستر يونايتد ونادي أرسنال 1950. تم تطبيق قواعد مماثلة من قبل الاتحاد الأوروبي لكرة القدم، مع فوز مانشستر يونايتد بنهائي كأس أوروبا 1968 في المجموعة الثالثة الزرقاء.

## روابط خارجية
- تاريخ الطقم الثالث، بقلم جون ديفلين 2009
- NHLuniforms.com